# 풍어
풍어(豊漁)는 물고기가 많이 잡히는 것이다.

## 풍어가 발생하는 원인

### 생선의 대량 번식
어업을 하는 해역에서 생선이 대량번식할 때 이루어지는 풍어이다.
지구온난화가 지속되면서 적도인근에 서식하던 갈치가 황해로 대거 이동하는 식이다.
이때 황해에서 갈치잡이를 하면 풍어이다.

### 불법조업의 근절
황해의 대한민국영해에서는 중국 어선들이 불법조업하는 일이 많다.
이때 중국 어선들이 불법조업으로 낚는 생선들이 많다.
따라서 해당 해역에서 어획량 감소로 대한민국 어선들은 어획량이 감소한다.
이 중국 어선들에 대한 불법조업 단속강화로 근절되면 대한민국 어선들은 어획량이 증가하여 풍어이다.